# Ligurra
Ligurra Simon, 1903 è un genere di ragni appartenente alla famiglia Salticidae.

## Distribuzione
Le quattro specie oggi note di questo genere sono diffuse principalmente nell'Asia sudorientale: una sola specie, la L. opelli è endemica delle isole Caroline.

## Tassonomia
A dicembre 2010, si compone di quattro specie:
- Ligurra aheneola (Simon, 1885) — Malesia
- Ligurra latidens (Doleschall, 1859)[2] — dalla Malesia all'Indonesia
- Ligurra moniensis Prószynski & Deeleman-Reinhold, 2010 — isola di Flores (Indonesia)
- Ligurra opelli Berry, Beatty & Prószynski, 1997 — Isole Caroline

### Specie trasferite
- Ligurra albostriata (Thorell, 1891); trasferita al genere Rhene Thorell, 1869, con la denominazione provvisoria di Rhene albostriata (Thorell, 1891); a seguito di un lavoro di Zabka del 1985 si è riscontrata la sinonimia di questi esemplari con Rhene rubrigera (Thorell, 1887)[1].